# Cleptometopus celebensis
Cleptometopus celebensis là một loài bọ cánh cứng trong họ Cerambycidae.